# Marcus E. Jones
 (juillet 2023).
Marcus Eugène Jones (né le 25 avril 1852 - mort le 3 juin 1934) était un botaniste américain.